# Yasht
Gli Yashts o Yasts sono una collezione di ventuno inni dell'Avesta recente, principalmente poetici. Ognuno di questi inni è dedicato ad una divinità specifica o a un concetto zoroastriano. I capitoli e versetti degli Yasts sono tradizionalmente abbreviati come Yt.

## Descrizione
Il termine yasht deriva dell'avestico yešti, dal significato di "venerare" (si veda Altiranisches Wörterbuch di Christian Bartholomae, sezione 1298), e da diversi inni della liturgia Yasna che "venerano con la lode" che tradizionalmente sono stati chiamati anche yasht. Questi yasht "occulti" sono: lo Yasht di Barsom (Yasna 2), altro Yasht di Hom in Yasna 11.9, lo Yasht di Bhagan in Yasna 19-21, un inno a Ashi in Yasna 52, altro Yasht di Sarosh in Yasna 57, la lode della (ipostasi) "orazione" n Yasna 58, e un inno agli Ahurani in Yasna 68. Ma in quanto parte della liturgia primaria non rientrano tra gli inni della collezione di ventuno Yasht.
Tutti gli inni della collezione Yasht "sono scritti in quella che sembra essere prosa, ma alcuni potrebbe essere stati scritti, originariamente, in (mediamente) versi di otto sillabe, che vanno da quattro e tredici, e più spesso tra le sette e le nove".
La maggior parte degli yazata, ai quali gli Yashts sono dedicati individualmente, sono di lode e hanno una dedica nel calendario zoroastriano. Le eccezioni sono Drvaspa e Vanant.